# Coryne eximia
Coryne eximia is een hydroïdpoliep uit de familie Corynidae. De poliep komt uit het geslacht Coryne. Coryne eximia werd in 1859 voor het eerst wetenschappelijk beschreven door Allman.

## Beschrijving
Coryne eximia is een rode of roze hydroïdpoliep die tot 15 cm hoog wordt, maar meestal maar half zo groot is. Het lijkt veel op Coryne muscoides, maar verschilt doordat alle takken gewoonlijk aan één kant van elke stengel komen en dat de meeste stengels en takken glad zijn met slechts kleine, onregelmatige geringde secties. Net als bij C. muscoides eindigt elke tak met een poliep met een cluster van knobbelige tentakels.

## Verspreiding
Dit lijkt een bijna alomtegenwoordige soort te zijn, die wereldwijd op kustlocaties is geregistreerd. Coryne eximia kan worden gevonden in een breed scala van rotsachtige kust leefomgevingen, maar is ook in overvloed voorkomend op kelpsteeltjes.